# Pleioplanidae
Famille
Les Pleioplanidae sont une famille de vers plats marins, de la super-famille des Leptoplanoidea, du sous-ordre des Acotylea et de l'ordre des Polycladida.

## Systématique
Le nom valide complet (avec auteur) de ce taxon est Pleioplanidae Faubel, 1983.

## Liste des genres
Selon la base de données World Register of Marine Species (14 novembre 2023), la famille des Pleioplanidae regroupe les genres suivants :
- genre Izmira Bulnes, 2010
- genre Laqueusplana Rodríguez, Grande, Bulnes, Almon, Perez & Noreña, 2017
- genre Persica Maghsoudlou, Bulnes & Rahimian, 2015
- genre Pleioplana Faubel, 1983

Synonymes ou reclassements
- le genre Melloplana Faubel, 1983, devient Notocomplana Faubel, 1983, de la famille des Notocomplanidae
- le genre Persica Maghsoudlou, Bulnes & Rahimian, 2015, devient Notoplana Laidlaw, 1903, de la famille des Notoplanidae